# 卢承基
卢承基（600年—659年），字子构，幽州范阳人，唐朝官员，唐高宗宰相卢承庆之弟。

## 背景
卢承基出自范阳卢氏北祖大房，十二代祖是东汉北中郎将卢植。八世祖卢谌是十六国时后赵中书令。五代祖卢玄为北魏散骑常侍。他的祖父盧思道是北齐、隋朝要员。隋炀帝末年大将李渊在太原起兵反隋时，卢承基之父盧赤松任河東令，先前就认识李渊，李渊兵到后立刻投降，成为李渊的僚属。李渊建立唐朝后，封卢赤松为范阳郡公。之后卢氏一族迁居洛阳，成为洛阳人。

## 生平
贞观四年（630年），卢承基与弟弟卢承业一起解巾为左亲卫，后授益州都督府仓曹参军，除水部员外郎。贞观十八年（644年），以母忧去职，转礼部员外郎、守主客郎中，加朝散大夫。
永徽二年（651年），纪王李慎授荆州都督，以卢承基为纪王府司马兼荆州都督府司马。李慎移镇襄州，卢承基也改任襄州长史，后改任舒王李元名的长史。迁郢州刺史。
显庆四年（659年）二月二日，卢承基终于郢州官舍，春秋六十。

## 夫人
夫人李氏，隋司隶刺史、河南洛阳县令李伟节之孙，唐御史大夫、邢魏沧三州刺史、刑部尚书李乾祐之女。贞观二十三年（649年）授高邑县君，光宅元年（684年）改授陇西县太君。永昌元年（689年）八月廿四日卒，年七十二。

## 子孙
- 子：卢元庄，沔、普、嘉三州刺史
  - 孙：卢明远（689—746年），字子广，卢元庄第三子，太原少尹。七子：卢肱、卢瞻、卢循、卢闲、卢雅、卢重、卢相。
  - 孙：卢光远，京兆府奉先县丞。次子卢寂（713—793年），字子静，太子司议郎。